# Selenopyrylium
Selenopyrylium je kation se vzorcem C5H5Se+, analog pyryliového kationtu, ve kterém je atom kyslíku nahrazen selenem.

## Názvosloví a číslování
Tento ion byl původně nazýván selenapyrylium, což byl však zavádějící název, protože předpona „selena“ označuje, že selen nahrazuje atom uhlíku, ten však nahrazuje atom kyslíku pyryliového iontu. V Hantzschově-Widmanově názvosloví se používá název seleninium.
Při číslování selenopyryliového kruhu má atom selenu číslo 1 a uhlíkové atomy se číslují 2 až 6. Polohy vedle chalkogenu, s čísly 2 a 6, se také často označují α, dvě sousední (3 a 5) jako β a protilehlému uhlíku v pozici 4 se přiřazuje písmeno γ.

## Výskyt
Protože je selenopyrylium kladně nabité, tak vyvtáří soli s nenukleofilními anionty, například chloristany, tetrafluorboritany, fluorsulfonáty a hexafluorfosforečnany.

## Vznik
Selenopyrylium a jeho deriváty lze připravit z 1,5-diketonů (jako je například glutaraldehyd) a selanu za přítomnosti kyseliny chlorovodíkové (HCl), jako rozpouštědlo slouží kyselina octová. Vedlejším produktem je 2,6-bis-(hydroseleno)selenacyklohexan.
Reakcemi derivátů 5-chlor-2,4-pentadiennitrilu s hydrogenselenidem nebo seleničitanem sodným a následným přidáním kyseliny chloristé za vzniku chloristanu příslušného 2-amino-selenopyriliového iontu.

## Vlastnosti
Kladný náboj se nenachází pouze na atomu selenu, ale je rozdělen mezi několik rezonančních struktur, takže se nachází částečný kladný náboj i v polohách α a γ. Nukleofilní ataky probíhají právě na těchto uhlíkových atomech.
Selenopyrylium má v ultrafialovém spektru dva výrazné absorpční pásy, pás I při 300 nm a pás II při 267 nm. Pás I, také nazývaný 1Lb, odpovídá přechodu 1B1←1A1. Vlnová délka je větší a pás širší než u benzenu. U thiopyrylia a pyrylia jsou vlnové délky větší, pásy jsou ovšem slabší, protože má selen menší elektronegativitu. Pás II, neboli 1La, jaké silnější a na vyšší vlnové délce, než odpovídající pás benzenu, thiopyryla a pyrylia; rovněž vykazuje polarizaci ve směru osy Se-γ.
Ve spektru z nukleární magnetické rezonance se vyskytují posuny o velikosti 10,98 ppm pro H2 a 6 a 8,77 ppm u H3 a H5 a 9,03 u H4 v soli s BF4− rozpuštěné v CD3CN. Ve srovnání s ostatními pyryliovými ionty je posun u H2,6 větší než u kyslíku a síry, v případě H3,5 se nachází mezi nimi a u H4 je podobný thiopyryliu, pouze o trochu nižší. 13C NMR se chová podobně jako u navázaných vodíků.
Jako rozpouštědla mohou být použity kyselina trifluoroctová, methanol, dichlormethan, chloroform a acetonitril.

## Deriváty
Je známa řada derivátů selenopyrylia, s vedlejšími řetězci napojenými na pozicích 2, 3, i 6. Jako příklady lze uvést 4-(p-dimethylaminofenyl)selenopyridinium, 2,6-difenylselenopyridinium, 4-methyl-2,6-difenylselenopyrylium, 2,4,6-trifenylselenopyrylium, 2,6-difenyl-4-(p-dimethylaminofenyl)selenopyrylium a 2,6-di-terc-butylselenopyrylium.

## Podobné sloučeniny
Ke kondenzovaným cyklům obsahujícím selenopyryliový kruh patří mimo jiné selenochromenylium, selenoflavylium a selenoxanthylium.